# NHL Entry Draft 1996
1996 NHL Entry Draft var den 34:e NHL-draften. Den ägde rum 22 juni 1996 i Kiel Center, numera känd som Scottrade Center, som ligger i St. Louis i Missouri i USA.
Ottawa Senators var först ut att välja spelare och de valde backen Chris Phillips.